# Lorella Jones
Lorella Margaret Jones (22 de febrero de 1943 – 9 de febrero de 1995) fue profesora de física y directora del Laboratorio de Investigación Educativa Basada en Computadoras (CERL) de la Universidad de Illinois en Urbana-Champaign. Jones estaba interesada en la aplicación de las computadoras a la educación en física y defendió la causa de las mujeres en física. Escribió un ensayo titulado "Contribuciones intelectuales de las mujeres en física" en Women of Science: Righting the Record .

## Biografía
Lorella Margaret Jones nació el 22 de febrero de 1943 en Toronto, hija de un astrónomo y un físico industrial. Creció con sus padres, Donald A. Jones y Florence Shirley Patterson Jones, de Urbana, y una hermana, Irene Jones. Además de su interés por la física, Jones disfrutaba de pasatiempos como la jardinería en su jardín de Meadowbrook Park, al sur de Urbana, y el kayak.

## Educación y carrera
Jones estaba interesada en la aplicación de las computadoras a la educación en física y defendió la causa de las mujeres en la física.
Escribió un ensayo titulado "Contribuciones intelectuales de las mujeres en la física" en Women of Science: Righting the Record.
Estudió en Harvard, concentrándose en matemáticas, y se graduó magna cum laude en 1964. De Harvard se trasladó a Caltech recibiendo un M.Sc. en 1966 y un Ph.D. en 1968. Fue profesora asociada de física en Illinois en 1974, convirtiéndose más tarde en profesora titular. Su investigación  se desarrolaron en el campo de la física de alta energía, en particular la fuerza que une las partículas nucleares a los quarks. Su carrera en la investigación sobre alta energía teórica se centró en cuatro cosas: teoría de polos de Regge, modelos fenomenológicos de producción de fotomesones, cálculo de chorros en cromodinámica cuántica (QCD) y uso de coordenadas de Grassmann para describir simetrías internas. Se tomó un año sabático en 1981-1982 para trabajar en el CERN, fue  miembro de la American Physical Society en la división de partículas y campos en 1982. Se convirtió en directora del Laboratorio de Investigación Educativa de la universidad en el año 1992, permaneciendo en la Universidad de Illinois durante toda su carrera y publicando un total de 64 artículos basados en su investigación.